# Acidocétose diabétique
Pour les articles homonymes, voir ACD.
 Mise en garde médicale
 (juillet 2025).
Si vous disposez d'ouvrages ou d'articles de référence ou si vous connaissez des sites web de qualité traitant du thème abordé ici, merci de compléter l'article en donnant les références utiles à sa vérifiabilité et en les liant à la section « Notes et références ».
L'acidocétose diabétique (ACD selon la liste des abréviations en médecine) est une complication du diabète – principalement du diabète de type 1, mais parfois du diabète de type 2 lorsqu'il y a absence de production d'insuline. Elle se caractérise par la libération d'acétone, qui donne à l'haleine une odeur caractéristique de pomme ou de fruit pourri. Cependant, elle est rare, sauf dans les cas de stress ou d'infection.
La production d'acétone s'explique par le « débordement » du cycle de Krebs en raison de la trop grande quantité d'acétyl-CoA produite. En l’absence de stimulation par l'insuline, le glucose n'est pas mis en réserve sous forme de glycogène. Le glucose est catabolisé par la glycolyse en pyruvate puis en acétyl-CoA.
En cas de jeûne, le foie peut produire plus d'acétyl-CoA qui ne peuvent rentrer dans le cycle de Krebs. Ceci est d'autant plus vrai quand l'oxaloacétate est un substrat très important pour la néoglucogenèse.
Dans ces conditions, des corps cétoniques (tels que l'acétoacétate et le bêta-hydroxybutyrate) sont formés et passent dans le sang (association de 2 acétyl-CoA). Dans les poumons, une partie de l'acétoacétate se transforme spontanément en acétone volatil via décarboxylation. C'est ce qui donne à l'haleine une odeur caractéristique de pomme ou de fruit pourri. L'acétoacétate est libéré par le foie dans le sang.

## Formation de l'acétoacétate
Deux acétyl-CoA forment un acétoacétate par une réaction inverse de celle de la thiolase.
Un troisième actéyl-CoA est utilisé pour former du 3-hydroxy-3méthylglutaryl-CoA par le biais d'une condensation aldolique (HMG-CoA), qui peut être clivé en acétoacétate et acétyl-CoA HMG-CoA : précurseur de cholestérol (cytoplasme).
Dans la mitochondrie, l'acétoacétate capté à partir de la circulation est converti en acétoacétyl-CoA par un échange de radical acyle au cours duquel le succinyl-CoA est converti en succinate.

## Traitement
Le traitement de l'acidocétose diabétique est réalisé via un apport d'insuline par voie intra veineuse, généralement à l'aide d'une seringue autopulsée.
L'insuline ayant une action hypokaliémiante, il peut être nécessaire de supplémenter la personne avec du potassium.
Si l'acidité sanguine persiste, un apport de bicarbonate de sodium peut être envisagé.